# 31476 Bocconcelli
31476 Bocconcelli este un asteroid din centura principală de asteroizi.

## Descriere
31476 Bocconcelli este un asteroid din centura principală de asteroizi. A fost descoperit pe 10 februarie 1999 la Socorro, New Mexico, în cadrul proiectului LINEAR. Asteroidul prezintă o orbită caracterizată de o semiaxă mare de 2,45 ua, o excentricitate de 0,15 și o înclinație de 3,4° în raport cu ecliptica.